# Heneicosansäure
Die Heneicosansäure ist eine gesättigte langkettige Fettsäure mit ungeradzahliger Kohlenstoffzahl und gehört zur Stoffgruppe der Alkansäuren. Ihre Salze und Ester heißen Heneicosanoate.

## Vorkommen
Wie die meisten langkettigen Fettsäuren mit ungerader Kohlenstoffzahl kommt Heneicosansäure in der Natur nur selten und in geringer Konzentration vor.
Nachgewiesen wurde diese Fettsäure im menschlichen Milchfett zu 0,24 % der Fettsäuren, in Pilzen der Gattung Armillaria zu 4–5 % der Fettsäuren sowie in wenigen Pflanzen.

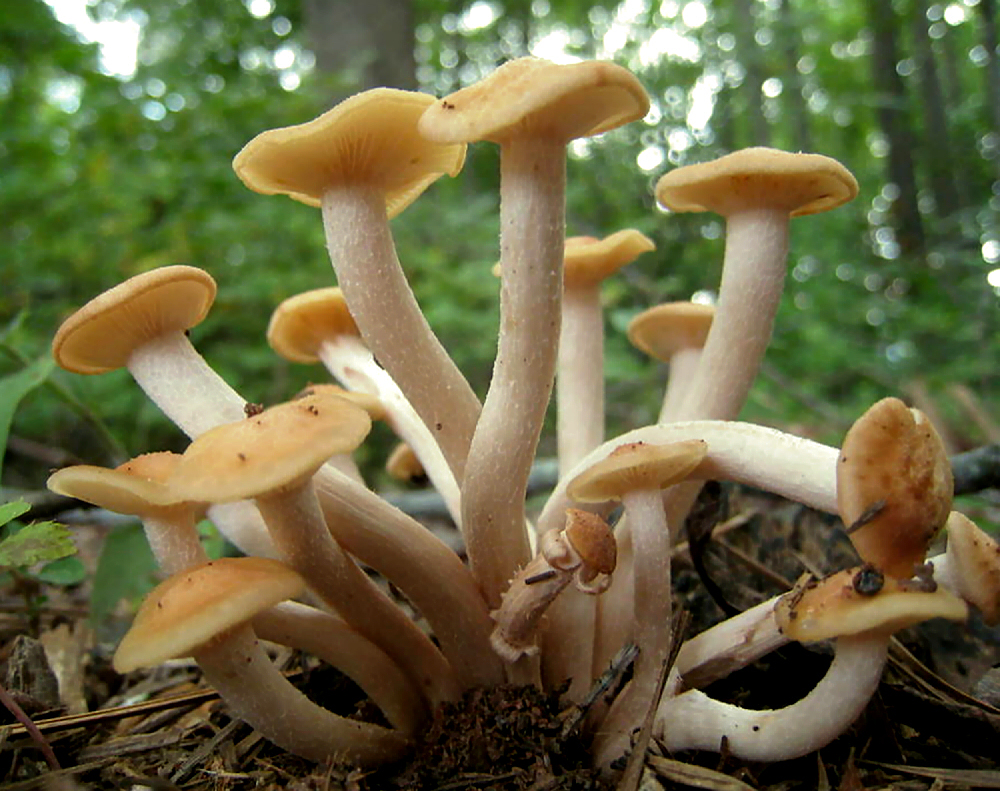
Ringloser Hallimasch
(Armillaria tabescens)

Sie kommt zu 0,72 % der Fettsäuren im Öl aus Samen von Azadirachta excelsa vor, einem Verwandten des indischen Niem-Baums, sowie zu 2,26 % der Fettsäuren in den Samen von Mucuna flagellipes, einer Hülsenfrucht, die in Indien auf ihre Eignung als Tierfutter untersucht wurde. In der gleichen Untersuchung konnte bei weiteren vier Mucuna-Arten keine Heneicosansäure gefunden werden.
Bei einigen Mikroorganismen wie Rickettsia typhi und Rickettsia prowazekii kommt
sie chemisch gebunden an ein Lipopolysaccharid vor.

## Gewinnung und Darstellung
Heneicosansäure kann durch Oxidation von 1-Docosen mit Kaliumpermanganat hergestellt werden.

## Verwendung
Wegen ihrer Seltenheit und ihres geringen Vorkommens in biologischem Material wird sie – wie auch Tridecansäure und Nonadecansäure – in der gaschromatographischen Analyse von Fettsäuren häufig als interner Standard eingesetzt (z. B.).